# The Hazards of Love
The Hazards of Love ist das fünfte Studioalbum der amerikanischen Indie-Folkband The Decemberists, welches am 24. März 2009 veröffentlicht wurde. Inspiriert wurde das Album von Anne Briggs’ EP The Hazards of Love. Zuerst wollte Colin Meloy, Frontsänger und Gitarrist, nur einen Song nach der EP benennen, später jedoch wurde daraus ein komplettes Album. Becky Stark (Lavender Diamond), Shara Worden (My Brightest Diamond) und Jim James (My Morning Jacket) wirkten an The Hazards of Love mit.
Am 15. Januar 2009 wurde „The Rake's Song“ kostenlos auf der eigenen Myspace-Seite veröffentlicht. Einen Monat später wurde „The Hazards of Love 1“, ebenfalls bei MySpace zum kostenlosen Download angeboten.
The Hazards of Love erschien am 17. März auf iTunes, die CD- und Vinylversion kam am 24. März in die Läden.
Das komplette Album erschien am 1. Dezember exklusiv bei iTunes als animiertes Video unter dem Namen Here Come the Waves: The Hazards of Love Visualized.

## Handlung
The Hazards of Love handelt von einer Liebesgeschichte, ähnlich wie bei den wiederkehrenden Geschichten des Vorgängeralbums The Crane Wife: Margaret (gesungen von Becky Stark) verliebt sich in William (Colin Meloy), ein in einem borealen Nadelwald lebender Gestaltenwandler. Eine eifersüchtige Waldkönigin (Shara Worden), der böse Rake (Colin Meloy) und weitere Nebencharaktere spielen in der Handlung ebenfalls eine Rolle.

### Charaktere

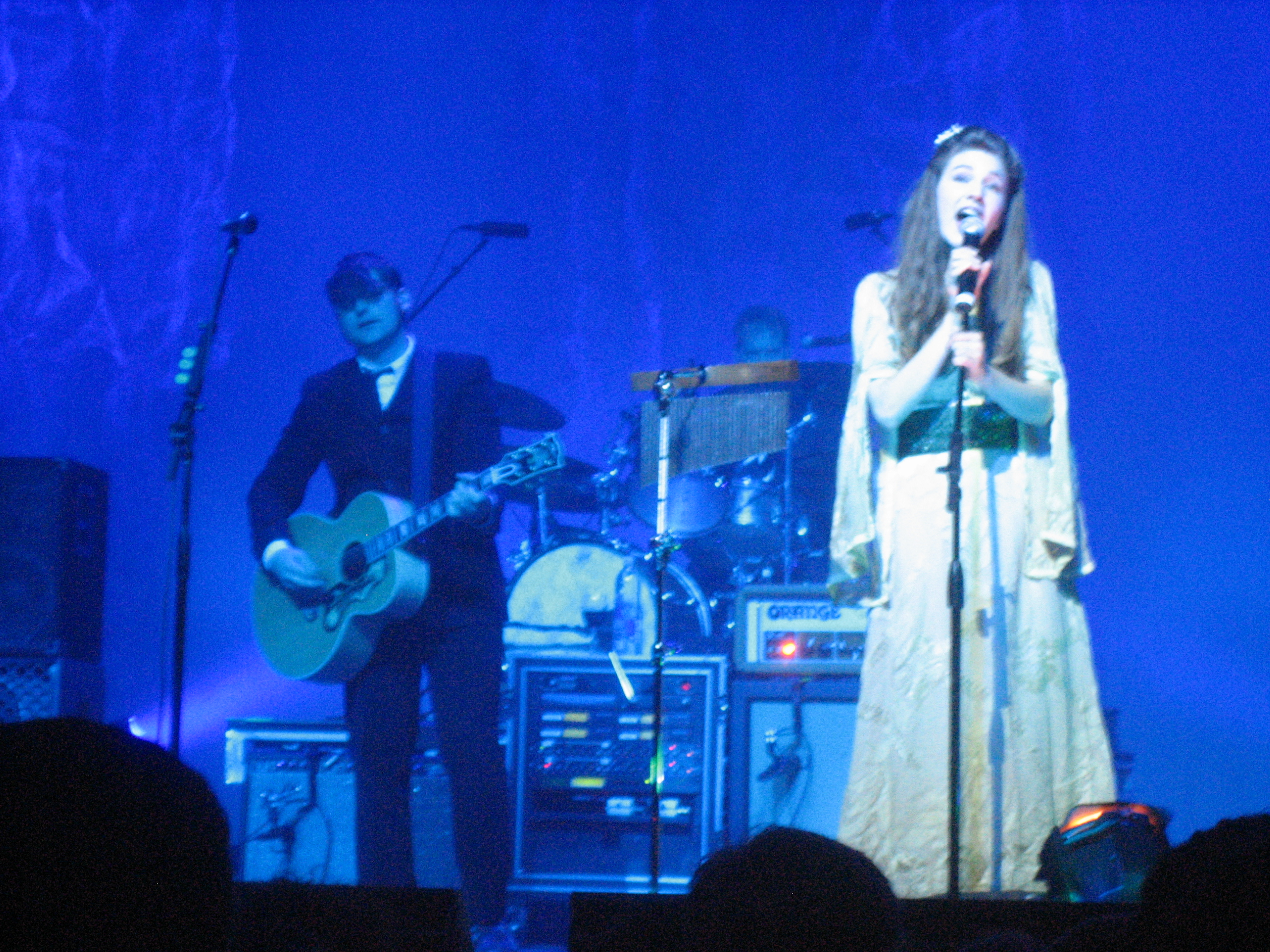
Becky Stark als Margaret
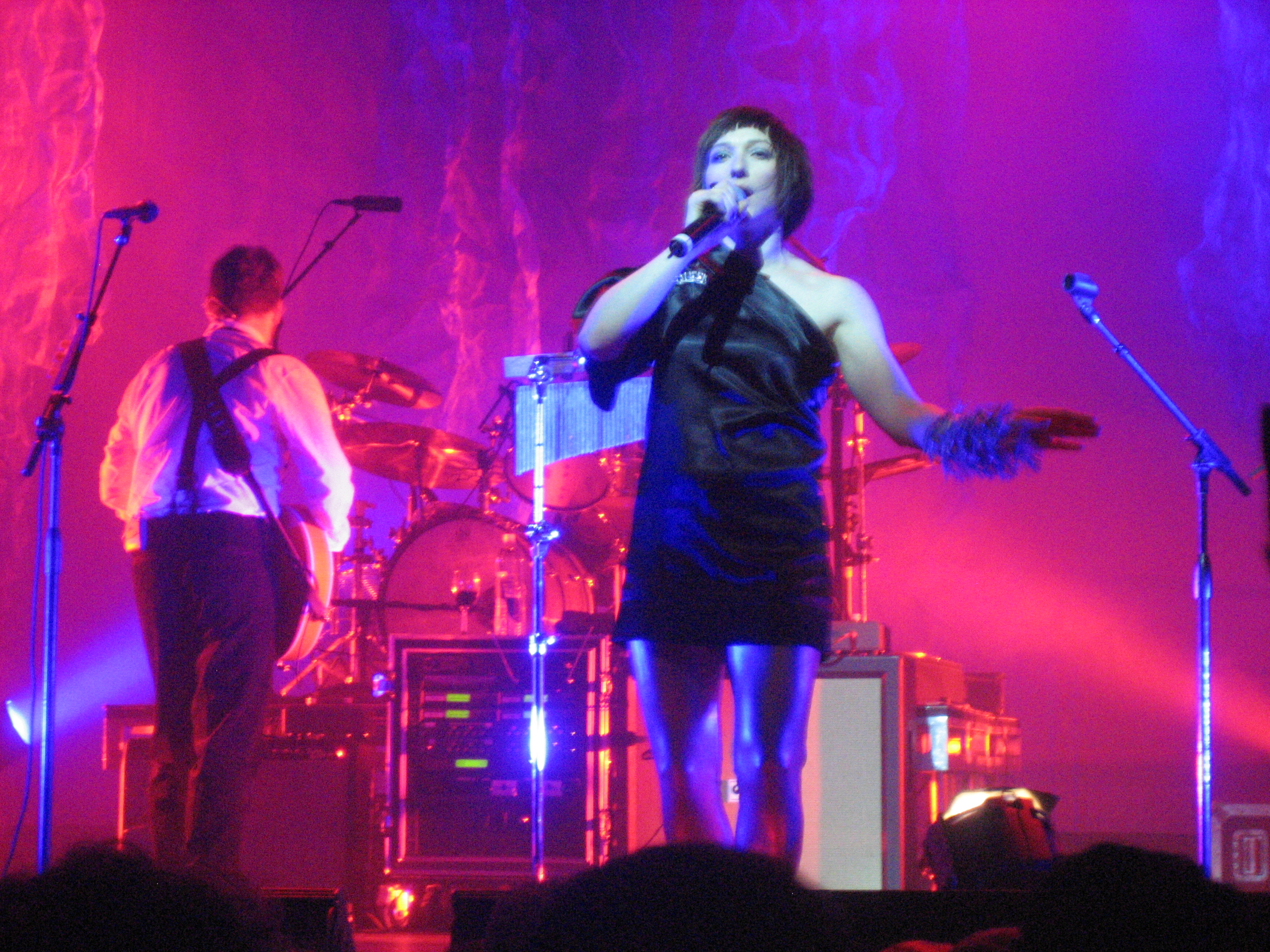
Shara Worden als die Königin
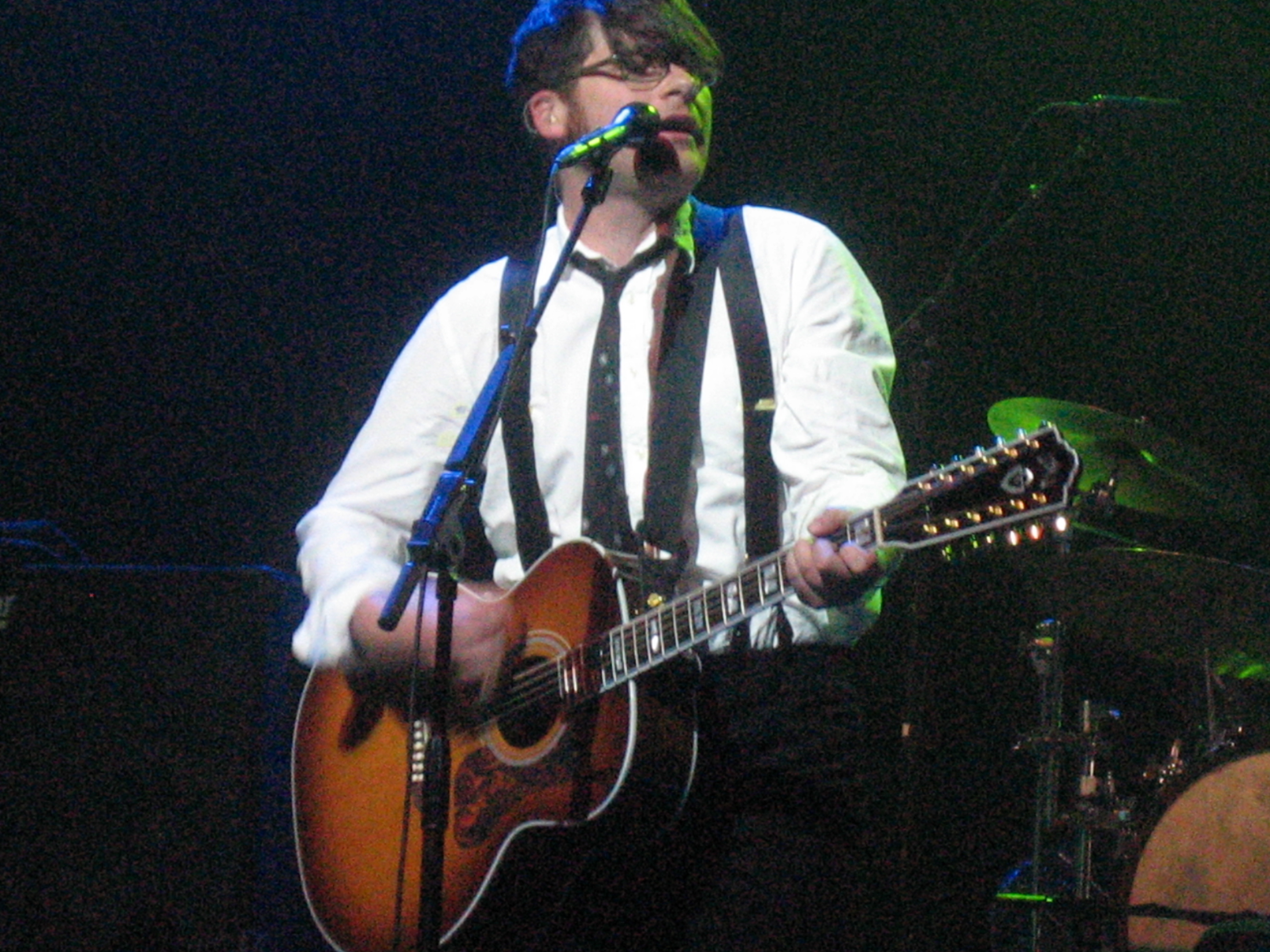
Colin Meloy als William und Rake

## Titelliste
1. Prelude – 3:04
2. The Hazards of Love 1 (The Prettiest Whistles Won't Wrestle the Thistles Undone) – 4:19
3. A Bower Scene – 2:09
4. Won't Want for Love (Margaret in the Taiga) – 4:07
5. The Hazards of Love 2 (Wager All) – 4:26
6. The Queen's Approach – 0:29
7. Isn't It a Lovely Night? – 3:39
8. The Wanting Comes in Waves/Repaid – 6:27
9. An Interlude – 1:40
10. The Rake's Song – 3:16
11. The Abduction of Margaret – 2:07
12. The Queen's Rebuke/The Crossing – 3:56
13. Annan Water – 5:12
14. Margaret in Captivity – 3:08
15. The Hazards of Love 3 (Revenge!) – 3:22
16. The Wanting Comes in Waves (Reprise) – 1:31
17. The Hazards of Love 4 (The Drowned) – 5:57